# Margaret Lea Houston
Pour les articles homonymes, voir Houston (homonymie).
Margaret Lea Houston (née le 11 avril 1819 à Marion et morte le 3 décembre 1867 à Independence (en)) est une femme américaine.
Elle est la première dame de la république du Texas lors du deuxième mandat de son mari Samuel Houston en tant que président de la république du Texas. Ils se sont rencontrés après le premier des deux deux mandats (non consécutifs) de Samuel Houston en tant que président de la république du Texas et se sont mariés alors qu'il est représentant au Congrès de la république du Texas. Elle est la troisième épouse de Samuel Houston, restant avec lui jusqu'à sa mort.